# Dragão
Dragões ou dragos (do grego δράκων, drákōn, significando: "grande serpente") são criaturas mitológicas presentes na mitologia de diversos povos, civilizações e culturas, com destaque para as tradições chinesa e europeia. A sua descrição depende do mito ou lenda em que aparece, mas são normalmente representados como lagartos ou serpentes de grande porte, que possuem escamas e asas, podendo ainda ter plumas, poderes mágicos e a capacidade de soprar fogo. Podem ser somente feras destruidoras ou ter funções e simbologias distintas, como fontes sobrenaturais de sabedoria e força.

## Origem dos mitos
É possível que os dragões sejam uma das primeiras manifestações culturais ou mitos criados pela humanidade.[carece de fontes?]
A origem dos mitos sobre dragões em diversos lugares do mundo é bastante discutida. Acredita-se que possam ter surgido da observação de fósseis de dinossauros e outras grandes criaturas, como baleias, crocodilos ou rinocerontes por povos antigos, que os tomaram por ossos de dragões.
Por serem relativamente grandes, é comum que apareçam como adversários de deuses ou heróis lendários em grandes épicos. É comum também que sejam usados para explicar fenómenos através da atribuição de tarefas míticas às criaturas, como a sustentação do mundo ou o controle de fenômenos climáticos.
As representações mais antigas já encontradas foram observadas em pinturas rupestres de aborígenes pré-históricos na Austrália, datadas de aproximadamente 40,000 a.C. Dada a inexistência de registros escritos da época, o conhecimento sobre estas pinturas provém da comparação com mitos semelhantes de povos contemporâneos, o que indica estes dragões eram provavelmente reverenciados como deuses, responsáveis pela criação do mundo, e eram vistos de forma positiva pelo povo.[carece de fontes?]

## Dragões para a mitologia

### Ao redor do mundo
A imagem mais conhecida dos dragões é a das lendas europeias (celta e germânica), mas a figura - ainda que de enorme variação de forma, tamanho e significado - é recorrente em quase todas as civilizações antigas, ainda que sem conexão entre si, dos dragões com formas de serpentes e crocodilos da Índia - dos quais o escritor grego Filóstrato, dedicou uma extensa passagem da sua obra "Vida de Apolônio de Tiana" (livro III, capítulos VI, VII e VIII) -, às serpentes emplumadas adoradas pelos astecas, passando pelos grandes lagartos da Polinésia. É possível que o dragão seja um símbolo chave das crenças primitivas, como os fantasmas, zumbis e outras criaturas igualmente recorrentes.[carece de fontes?]

### No Médio Oriente
No Médio Oriente os dragões eram geralmente vistos como encarnações do mal. A mitologia persa menciona vários dragões, como Azi Dahaka, que atemorizava os homens, roubava seu gado e destruía florestas — provavelmente, uma alegoria mística da opressão que a Babilônia exerceu sobre a Pérsia na antiguidade clássica. É da cultura persa que aparentemente se originou a ideia de grandes tesouros guardados por dragões, que poderiam ser tomados por aqueles que o derrotassem, hoje tema comum em histórias fantásticas.[carece de fontes?]

### Na Mesopotâmia
Na antiga Mesopotâmia também havia essa associação de dragões com o mal e o caos. Os dragões dos mitos sumérios, por exemplo, frequentemente cometiam grandes crimes, e por isso acabavam punidos pelos deuses, como Zu — um deus dragão sumeriano das tempestades — que teria roubado as pedras onde estavam escritas as leis do universo, e por isso foi morto pelo deus sol Ninurta; ou a dracena (dragão fêmea) Tiamat, do épico babilônico "Enuma Elish," que conta a criação do mundo. Tiamat, apontada por diversos autores como uma personificação do oceano une-se ao seu consorte, Apsu, personificação das águas doces sob a terra, dando à luz aos diversos deuses mesopotâmicos. 
Apsu, no entanto, não conseguia descansar na presença de seus rebentos, e decide destruí-los, mas é morto por um deles, Ea. Para se vingar, Tiamat cria um exército de monstros, onze dos quais considerados dragões, e prepara um ataque contra os jovens deuses. Liderados pelo mais jovem entre eles, Marduque — mais tarde o principal deus do panteão babilônico — os deuses vencem a batalha e se consolidam como senhores do universo. Do corpo morto de Tiamat são criados o céu e a terra, enquanto do sangue de Kingu, principal general do seu exército, é criada a humanidade. O Dragão de Mushussu é subjugado por Marduque, se tornando seu guardião e símbolo de poder.

### Nas Lendas Orientais
Na China, a presença de dragões na cultura é anterior mesmo à linguagem escrita e persiste até os dias de hoje, sendo o dragão um símbolo nacional chinês. Na cultura chinesa antiga, os dragões possuíam um importante papel na previsão climática, já que eram considerados os responsáveis pelas chuvas. 
Assim, era comum associar os dragões com a água e com a fertilidade nos campos, criando uma imagem bastante positiva destes, ainda que fossem capazes de causar imensa destruição quando enfurecidos, através de grandes tempestades. As formas quiméricas do dragão Lung chinês, misturando partes de diversos animais, também influenciaram diversos outros dragões orientais, como o "Tatsu" do Japão.
Nos mitos do extremo oriente, os dragões geralmente desempenham funções superiores a de meros animais mágicos, muitas vezes ocupando a posição de deuses. Na mitologia chinesa, os dragões chamam-se long e dividem-se em quatro tipos: celestiais, espíritos da terra, os guardiões de tesouros e os dragões imperiais. O dragão Yuan-shi Tian-zong ocupa uma das mais altas posições na hierarquia divina do taoísmo. Ele teria surgido no princípio do universo e criado o céu e a terra.
Nas lendas japonesas, os dragões desempenham papel divino semelhante. O dragão Ryujin, por exemplo, era considerado o deus dos mares e controlava pessoalmente o movimento das marés através de joias mágicas.
Ainda havia os dragões do vulcão e dos maremotos, pois o Japão sofria muito dessas catástrofes e, para explicá-las, criava seres mágicos. Porém, ainda havia os dragões dos cristais, que eram guardiões da riqueza, da pureza, virgindade e dos encantamentos, que protegiam a humanidade contra os dragões do Caos, e seu chefe, o dragão do diamante, era eterno rival do dragão do Apocalipse, que em egípcio, se chamava Apófis, a serpente gigante que era o próprio Caos. 
Esse dragão queria destruir a humanidade, pois sua cauda foi presa a uma estaca que representava a criação e a Ordem, e a destruindo, poderia nadar pelo mar de caos eternamente. O dragão mais poderoso era o dragão real, que mandava em todos os outros, menos o dragão universal, que fazia com que o Universo nunca parasse.

#### Dragões naBíblia

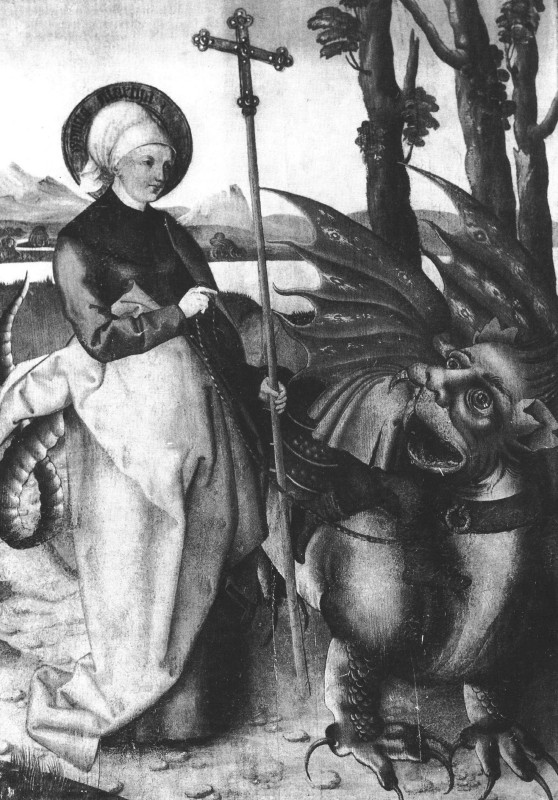
Representação do dragão como um ser demoníaco nas culturas religiosas europeias

Os dragões, segundo a religião cristã, são aqueles que mais influenciaram a visão contemporânea dos dragões.
Muito da visão dos cristãos a respeito de dragões é herdado das culturas do Médio Oriente e do Ocidente antigo, como uma relação bastante forte entre os conceitos de dragão e serpente (muitos dragões da cultura cristã são vistos como simples serpentes aladas, às vezes também com patas), e a associação deles com o mal e o caos.
De acordo com o Dicionário Internacional de Teologia do Novo Testamento, no Antigo Testamento, dragões tipificam os inimigos do povo de Deus, como em Ezequiel 29:3. Ao fazer isso, associa-se a ideia das mitologias de povos próximos, para dar maior entendimento aos israelitas. É por isso que a Septuaginta, na sua narrativa da história de Moisés, traduz "serpente" por "dragão". (Êxodo 7:9–12).

Há ainda, no Antigo Testamento, em Jó 41:10–21, a seguinte descrição do Leviatã:
18 Os seus espirros fazem resplandecer a luz, e os seus olhos são como as pestanas da alva.
19 Da sua boca saem tochas; faíscas de fogo saltam dela.
20 Dos seus narizes procede fumaça, como de uma panela que ferve, e de juncos que ardem.

21 O seu hálito faz incender os carvões, e da sua boca sai uma chama.
Em Isaías 30:6, há citado um "áspide ardente voador" (versão ARC), junto com outros animais, para ilustrar a terra para onde os israelitas serão levados, pois o contexto do capítulo é sobre a repreensão deles. No Novo Testamento, acha-se apenas no Apocalipse de São João, utilizado como símbolo de Satanás.
Em Apocalipse 12:9 o dragão é descrito como sendo o próprio Satanás: "O grande dragão foi lançado fora. Ele é a antiga serpente chamada diabo ou Satanás, que engana o mundo todo. Ele e os seus anjos foram lançado à terra".
O Leviatã, a serpente/crocodilo cuspidora de fumaça do livro de Jó, também é considerado um dragão bíblico, embora não seja apresentado como um ser maligno e sim como uma criação de YHWH (Jeová). Os dragões nas histórias da cristandade acabaram por adotar esta imagem de maldade e crueldade, sendo como representações do mal e da destruição.
O caso do mais célebre dragão cristão é aquele que foi morto por São Jorge, que se banqueteava com jovens virgens até ser derrotado pelo cavaleiro. Essa história também acabou dando origem a outro clássico tema de histórias de fantasia: o nobre cavaleiro que enfrenta um vil dragão para salvar uma princesa.

### Dragões na América pré-colombiana
Os dragões aparecem mais raramente nos mitos dos nativos americanos, mas existem registros históricos da crença em criaturas "draconídeas".
Um dos principais deuses das civilizações do golfo do México era Quetzalcoatl, uma serpente alada. Nos mitos da tribo Chincha do Peru, Mama Pacha, a deusa que zelava pela colheita e plantio, era às vezes descrita como um dragão que causava terremotos.
O mítico primeiro chefe da tribo Apache (que, segundo a lenda, chamava-se Apache ele próprio) duelou com um dragão usando arco e flecha. O dragão da lenda usava como arco um enorme pinheiro torcido para disparar árvores jovens como flechas. Disparou quatro flechas contra o jovem, que conseguiu se desviar de todas. Em seguida foi alvejado por quatro flechas de Apache e morreu.
No folclore brasileiro existe o Boitatá, uma cobra gigantesca que cospe fogo e defende as matas daqueles que as incendeiam.

### Dragões nas lendas europeias

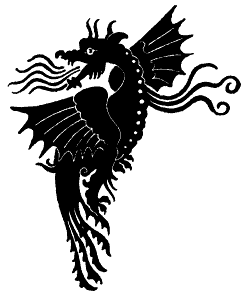
Um dragão numa tapeçaria medieval

No ocidente, em geral, predomina a ideia de dragão como um ser maligno e caótico, mesmo que não seja necessariamente essa a situação de todos eles. Nos mitos europeus a figura do dragão aparece constantemente, mas na maior parte das vezes é descrito como mera besta irracional, em detrimento do papel divino/demoníaco que recebia no oriente.
A visão negativa de dragões é bem representada na lenda nórdica ou germânica de Siegfried e Fafnir, em que o anão Fafnir acaba se transformando em um dragão justamente por sua ganância e cobiça durante sua batalha final contra o herói Siegfried. Nesta mesma lenda também pode ser visto um traço comum em histórias fantásticas de dragões, as propriedades mágicas de partes do seu corpo: na história, após matar Fafnir, Siegfried assou e ingeriu um pouco do seu coração, e assim ganhou a habilidade de se comunicar com animais.
Serpentes marinhas como Jormungand, da mitologia nórdica, era o pesadelo dos víquingues; por outro lado, as proas de seus navios eram entalhadas com um dragão para espantá-lo.
Na mitologia grega, também é comum ver os dragões como adversários mitológicos de grandes heróis, como Héracles ou Perseu. De acordo com uma lenda da mitologia grega, o herói Cadmo mata um dragão que havia devorado seus liderados. Em seguida, a deusa Atena apareceu no local e aconselhou Cadmo a extrair e enterrar os dentes do dragão. Os dentes "semeados" deram origem a gigantes, que ajudaram Cadmo a fundar a cidade de Tebas.
Sláine, Cuchulainn e diversos outros heróis celtas enfrentaram dragões nos relatos dos seus povos.
A lenda polonesa do dragão de Wawel conta como um terrível dragão foi morto perto da atual cidade de Cracóvia.

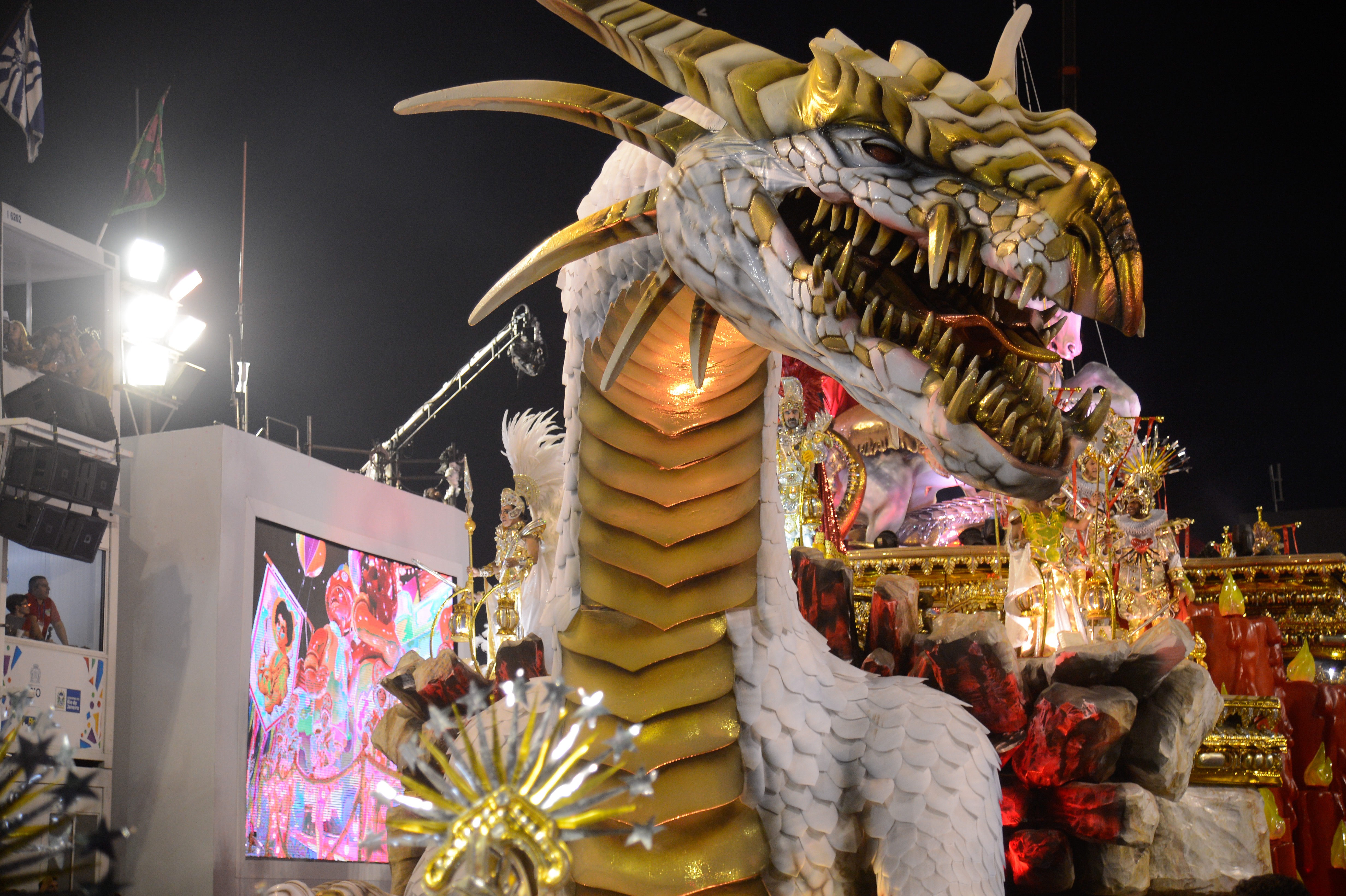
Dragão de São Jorge no Carnaval do Rio de Janeiro em 2017

Durante a Idade Média as histórias sobre batalhas contra dragões eram numerosas. A existência dessas criaturas era tida como inquestionável, e seu aspecto e hábitos eram descritos em detalhes nos bestiários da Igreja Católica. Segundo os relatos tradicionais, São Jorge teria matado um dragão.
Muitos povos celtas, por exemplo, possuíam imagens dragões em seus brasões familiares, e há também muitas imagens de dragões como estandartes de guerra desses povos.
Existem lendas e boatos que existem dragões nas montanhas e florestas Romenas, na região da Transilvânia.
Em Portugal, o dragão mais famoso é a "Coca" ou "Coca Rabixa". A festa da "Coca" realiza-se no dia do Corpo de Deus.
No ano de 2006, o Discovery Channel exibiu um documentário fictício dissertando sobre como seria se os dragões realmente existissem. Foi apresentado que seriam a evolução de certos répteis e o fogo poderia ser expelido pela boca, pois havia gás metano junto de demais gases dentro do estômago, assim como nós mesmos temos.

## Dragões na cultura moderna

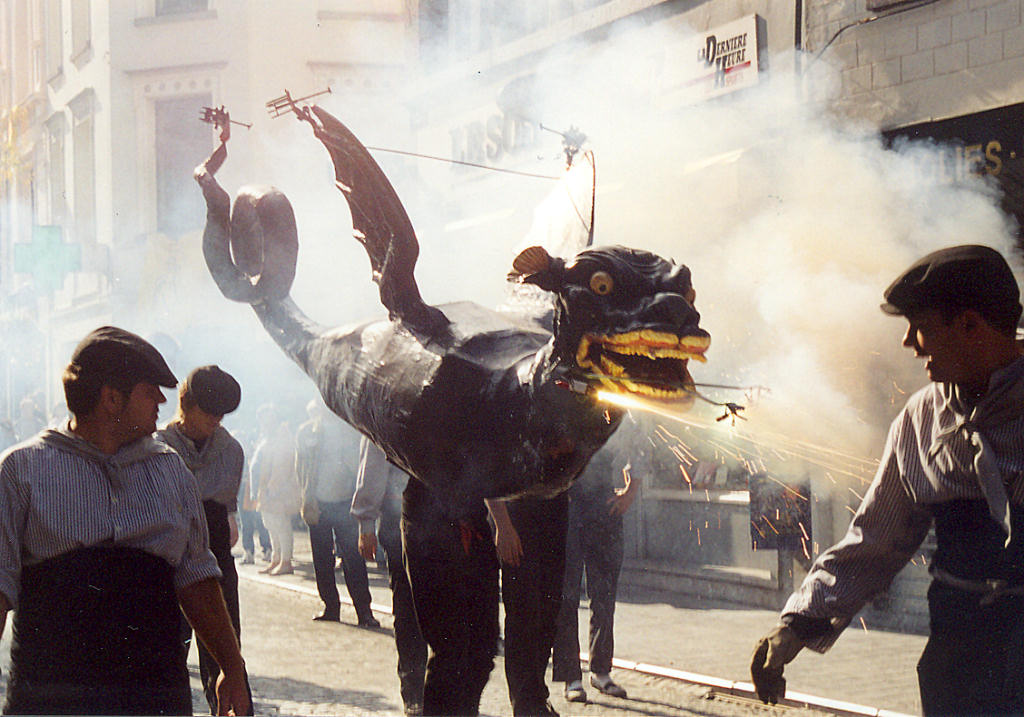
Festival tradicional de dragões em Hong Kong

Na modernidade, os dragões se tornaram um símbolo atrativo para a juventude. São criaturas poderosas que dão a ideia de força e controle, ao mesmo tempo que a capacidade de voar remete à ideia de liberdade. O dragão desenhado no estilo oriental é parte quase obrigatória de logotipos de academias de artes marciais pelos motivos já citados e pela sua ligação com a história dos países asiáticos onde estes esportes surgiram.
Dragões aparecem em várias histórias do gênero fantasia, desde O Hobbit de J.R.R. Tolkien, com o dragão Smaug, passando por As Crônicas de Gelo e Fogo de George R. R. Martin e chegando a filmes modernos como Reino de Fogo, que descreve um futuro apocalíptico, no qual a humanidade foi massacrada pelos répteis. O dragão considerado clássico foi imortalizado principalmente pela figura de Smaug, em O Hobbit, livro de J. R. R. Tolkien. Seguindo o conceito da cultura cristã ocidental, Smaug era um dragão terrível e destruidor, que reunia grandes tesouros em seu covil na Montanha Solitária. Por ter sido esse o romance que praticamente iniciou toda a tradição de literatura fantástica contemporânea, Smaug acabou se tornando o estereótipo do dragão fantástico atual.
Outro conto de C.S. Lewis n'As Crônicas de Nárnia, mais precisamente em A viagem do Peregrino da Alvorada, conta-se de um dragão o qual Eustáquio, personagem do conto, encontra praticamente morto, e com ele um tesouro magnífico. Eustáquio sendo muito ganancioso, pegou um bracelete em meio ao magnífico tesouro, e dormiu na toca do Dragão. Quando acordou no outro dia, pensou que o dragão estava vivo, ou que havia outro dragão, porque ele mesmo tornara-se um dragão, e assim o tesouro mostrara-se amaldiçoado. Aslam, personagem de grande poder, ajuda Eustáquio a voltar ao normal, mostrando assim o contexto cristão da Crônica. Na história, não explica-se o fato do dragão estar morto.
Uma célebre série sobre dragões é a série de livros How to Train Your Dragon da autora Cressida Cowell, e também a trilogia, junto com a série inspirada no livro que conta a história de um menino chamado Soluço, que treina um dragão chamado Banguela. A série de livros conta que Soluço pegou o Banguela dormindo em uma caverna para um teste e passou a treiná-lo. Já a trilogia conta que Soluço capturou uma espécie rara chamada Fúria da Noite, um dragão macho que caiu na floresta e teve sua cauda cortada. Soluço o encontrou, treinou, fez uma cauda pra ele e o nomeou de Banguela.
Dando continuidade à mitologia, J. K. Rowling insere dragões em diversos livros de seu bruxo mundialmente célebre, Harry Potter. O livro em que a autora deixa clara a existência atual destas criaturas é o primeiro livro da série, intitulado "Harry Potter e a Pedra Filosofal". Nesta obra, um dos personagens, Hagrid, ganha em um bar um ovo de dragão, algo que ele sempre desejara. O ovo é chocado no fogo e, após um tempo, um dragãozinho rompe a sua casca e recebe de Hagrid o nome de Norbert. Norbert (ou Norberto na tradução de Lia Wyler) cresce e começa a criar problemas para Hagrid que, enfim, cede à insistência de Harry e seus amigos e doa o dragão a Charlie (Carlinhos), irmão de Rony Weasley, outra personagem, que estuda dragões na Romênia.
Na série literária de fantasia As Crônicas de Gelo e Fogo, de George R. R. Martin, os dragões estão extintos há muitos séculos, e eram sinônimo de poder, símbolo de uma das Casas mais tradicionais e poderosas da trama. No fim do primeiro volume da saga, eles renascem sendo uma grande força para a potencial chegada de Daenerys Targaryen, personagem do conto, ao poder.
Dragões são extremamente populares entre jogadores de RPG, sendo referenciados desde o primeiro jogo do gênero, que já os destacava em seu título: Dungeons and Dragons.
Os dragões representam, em parte a liberdade e o poder que o Homem deseja atingir. E ainda não se conseguiu explicar como é que a ideia de uma criatura, com asas, sopro de fogo, escamas e potencialmente mágica, pode chegar a culturas tão distantes e diferentes como a China Antiga ou os maias e os astecas.

## Dragões para a biologia

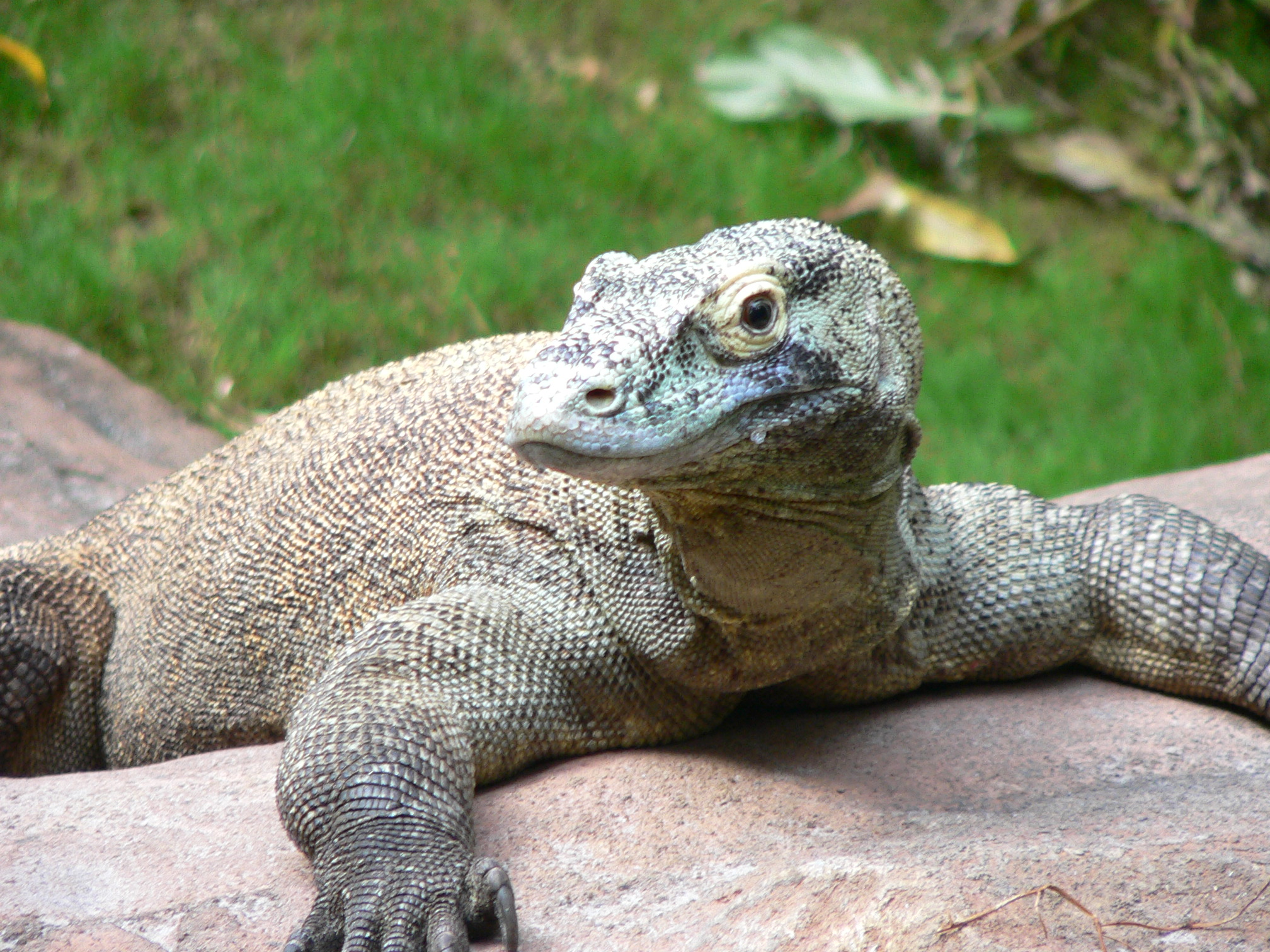
Dragão-de-komodo

Alguns animais foram batizados em alusão aos dragões por possuírem algumas características similares às descritas nas lendas.
Existe entre os répteis, por exemplo, o gênero Draco, usado para designar espécies normalmente encontradas em florestas tropicais, cujas espécies possuem abas parecidas com asas nas laterais de seus corpos, usando-as para planar de uma árvore para outra nas florestas.
Existem diversas espécies de peixes, especialmente de cavalos-marinhos, que possuem nomes populares de dragões.
O dragão-de-komodo (Varanus komodoensis), um grande lagarto que pode chegar ao tamanho de um crocodilo, carnívoro e carniceiro, é encontrado na ilha de Komodo, no arquipélago da Indonésia, e ganhou esse nome devido à sua aparência, que remete aos dragões mitológicos. Acabou se tornando o mais famoso dragão vivente no mundo. É a maior espécie de lagarto que existe, tendo vivido na Terra muito tempo antes da existência do homem. Possui em sua saliva bactérias mortais que tornam inútil a fuga de sua presa após levar uma mordida, pois sobrevém uma infecção rápida e letal que a mata em alguns dias. Apesar de serem tão letais, um dragão não morre caso se morda, pois seu sistema imunológico possui anticorpos que neutralizam as bactérias que habitam sua boca.

## Símbolo
O dragão é atualmente símbolo da China e também foi utilizada como apelido do ex-ator e artista marcial chinês Bruce Lee, mais precisamente "o pequeno dragão".
O dragão é conhecido em Portugal como símbolo de um clube de futebol, o Futebol Clube do Porto. Já no Brasil, é igualmente utilizado pelo Atlético Clube Goianiense, pela Associação Desportiva Confiança, pelo América Futebol Clube (Rio Grande do Norte) e também pelo Pouso Alegre Futebol Clube (Minas Gerais).
Também é marca central na Bandeira do País de Gales, um dos países integrantes do Reino Unido, representado como uma criatura em vermelho com 4 patas e um par de asas, no qual cospe fogo, sobreposto em um fundo dividido entre verde e branco.

## Dragões na Literatura

### Ciclo da Herança

Capa do primeiro livro do Ciclo da Herança, intitulado Eragon.

A série de literatura infanto-juvenil Ciclo da Herança, do escritor americano Christopher Paolini, publicado originalmente entre 2002 e 2011, é uma das séries literárias que mais utilizam dragões e toda sua mitologia para desenvolver sua trama, em toda a história da literatura mundial. Segundo a saga, dividida em quatro livros, os dragões existiam desde sempre no fictício e império mágico de Alagaësia. Quando, há milhares de anos no passado, um elfo mata um dragão, estas duas raças — elfos e dragões — entram numa guerra que dura anos e só é termina quando um jovem elfo chamado Eragon encontra um ovo de dragão que eclode para ele, ele cria o dragão que foi chamado de Bid'Daum e depois de crescido eles voam para os dragões e os convencem a viver em paz com os elfos forjando assim um pacto de paz entre as duas raças.
Assim nascem os Cavaleiros de Dragão — para marcar a aliança entre ambas as raças —, mitológicos guerreiros (inicialmente apenas a raça élfica, entretanto, com o passar dos séculos, raça humana também foram aceita para integrar a Ordem dos Cavaleiros), que compartilham com seus respectivos dragões não apenas lealdade mútua, mas também todos os tipos sentimentos e consciência, sendo o elfo ou humano cavalheiro parte do dragão, assim como o dragão é parte do cavalheiro — e não apenas uma montaria. Cavaleiro e dragão comunicam em pensamento, podendo compartilhar, mesmo inconscientemente, sentimentos como raiva, dor, felicidade, amor e medo;
Na mitologia criada por Paolini para a saga, os dragões podem ter vários tamanhos, várias cores, maneiras de atacar e hábitos alimentos diferentes, dependendo da descendência, habitat e da raça. Na história, há dois tipos de dragão:
- Selvagem — não aceita ordens, pode ser feroz e arredio.
- Doméstico — ligado a um cavaleiro, pode atingir um nível de civilização, mas sem perder as características selvagens naturais de sua raça.

Na saga, são necessários 36 meses para que o ovo possa eclodir de um "dragão selvagem", mas no caso de um "dragão doméstico", ele espera no ovo até que sinta que quem o tem nas mãos é a pessoa certa para se tornar seu cavaleiro. Ao primeiro toque entre ambos, forma-se uma marca na palma direita do cavaleiro — a chamada Gedwëy ignasia. Seis meses é o tempo que demora até um dragão atingir a fase adulta, na história de Paolini.
Na saga, o escritor americano manteve aspectos comumente associados à dragões: em suas histórias, todos eles têm escamas, uma língua áspera e cospem fogo, e os seus pontos fracos são as asas, a área do ventre e a garganta. São belos, altivos, inteligentes, mágicos, grandes, poderosos e ferozes.

### As Crônicas de Gelo e Fogo
Na série literária As Crônicas de Gelo e Fogo, o escritor americano George R. R. Martin tem como princípio mitológico a existência de dragões. Os Dragões remetem à magia do mundo, porém no início das crônicas, no livro A Guerra dos Tronos, os dragões haviam desaparecido há centenas de anos. Segundo as histórias contadas no início da saga, os dragões foram remanescentes à Casa Targaryen, cujo símbolo é um Dragão de três cabeças de cor vermelha sobre fundo negro. Os dragões foram usados por Aegon, o Conquistador, para que a Casa Targaryen transformasse seis dos Sete Reinos em um só, contando com a ajuda dos mais poderosos dragões segundo sua mitologia. Vhagar, Meraxes e Balerion, o Terror Negro foram usados por Aegon e suas duas irmãs durante a Guerra da Conquista e levaram fogo e sangue a Westeros, dando a vitória aos Targaryen.
No final do primeiro livro, os dragões renascem quando Daenerys Targaryen entra numa pira de fogo com os três ovos de dragão que havia ganhado como presente de casamento com Khal Drogo. A eles dá os nomes de Rhaegal, Viserion e Drogon e então o livro termina. Nos livros seguintes seus dragões crescem.
Dungeons & Dragons
No universo de Dungeons & Dragons (D&D), dragões são criaturas icônicas que exercem grande influência sobre a mitologia e a ambientação do jogo. Desde a primeira edição, publicada em 1974, os dragões figuram como alguns dos seres mais poderosos, inteligentes e versáteis do jogo, servindo tanto como inimigos temíveis quanto como aliados, deuses ou ancestrais lendários.
Os dragões em D&D são divididos principalmente em duas categorias: dragões cromáticos e dragões metálicos. Os dragões cromáticos — vermelho, azul, verde, preto e branco — são geralmente malignos, territorialistas e motivados por ganância, destruição ou dominação. Já os dragões metálicos — ouro, prata, bronze, latão e cobre — são, em sua maioria, benevolentes, sábios e defensores de causas justas, muitas vezes auxiliando aventureiros ou protegendo regiões inteiras.
Além desses, existem várias subespécies e variantes, como dragões de sombra, dragões de cristal, dragões feéricos e até dragões extraplanares. Cada tipo possui habilidades mágicas próprias, fôlego destrutivo de naturezas variadas (fogo, gelo, ácido, eletricidade, veneno) e uma forte ligação com o ambiente que habitam.
Dragões em D&D também são notáveis por sua longevidade extraordinária e seu crescimento por “categorias etárias”, que vão de filhote a dragão ancião. Sua inteligência elevada faz com que muitos sejam capazes de lançar magia arcana poderosa, estabelecer reinos próprios ou manipular civilizações inteiras em prol de seus desígnios.
A representação dos dragões em Dungeons & Dragons ajudou a consolidar a figura do dragão moderno na cultura pop de fantasia, influenciando livros, jogos eletrônicos, filmes e séries. Eles seguem sendo peças centrais em incontáveis campanhas, onde podem aparecer tanto como desafios quase invencíveis quanto como figuras majestosas que ampliam a grandiosidade do mundo de jogo.